# Twin Kiddies
Twin Kiddies er en amerikansk stumfilm fra 1917 af Henry King.

## Medvirkende
- Marie Osborne som Bessie Hunt / Fay Van Loan
- Henry King som Jasper Hunt
- Ruth Lackaye som Mrs. Flannigan
- Daniel Gilfether som William Van Loan
- R. Henry Grey som Baxter Van Loan